# Ladin (Schweiz)

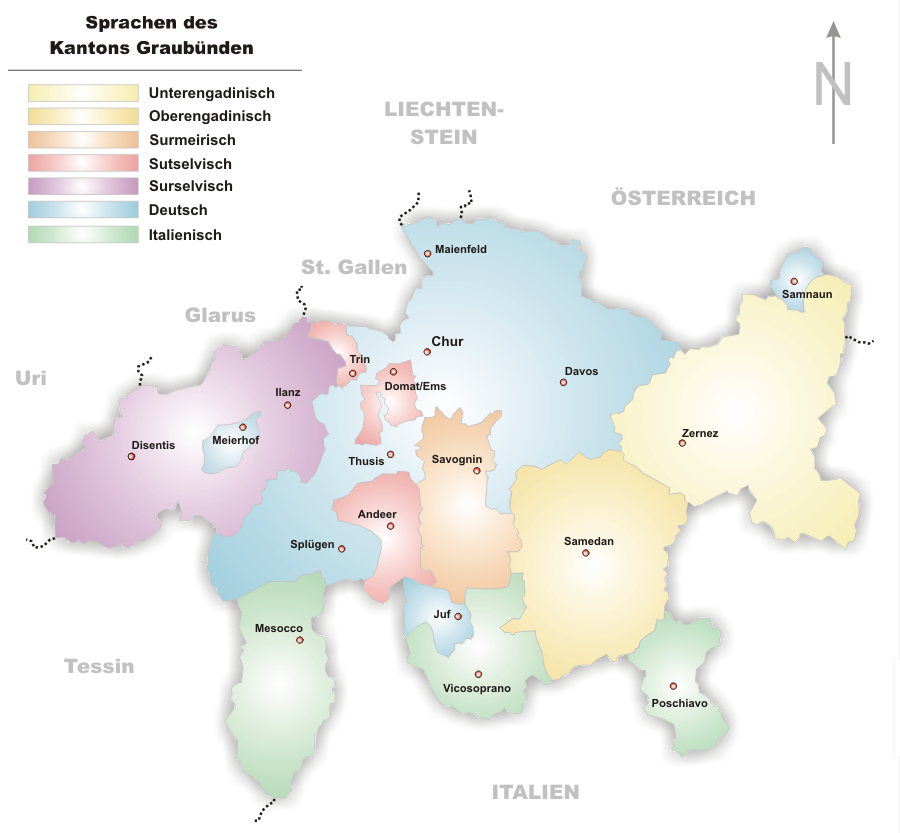
Ursprüngliches Verbreitungsgebiet der einzelnen romanischen Idiome im Kanton Graubünden

Ladin oder Engadinerromanisch ist der Sammelbegriff für die rätoromanischen Idiome und Dialekte des Engadins und des Münstertals im Schweizer Kanton Graubünden. Das Ladin gliedert sich in zwei unterschiedliche Schriftsprachen: das Putèr im Oberengadin und das Vallader im Unterengadin. Ebenfalls zum Ladin gehört der Dialekt des Münstertals, das Jauer, wo im schriftlichen Gebrauch das Vallader zur Anwendung kommt. Weniger eindeutig ist die Zuordnung des in Bergün gesprochenen Bargunsegner, das einen Übergangsdialekt zum Surmiran darstellt, schriftsprachlich aber zum Putèr gehört.

## Eigenschaften im Vergleich mit den anderen rätoromanischen Idiomen
Das Ladin unterscheidet sich von den Idiomen und Dialekten Rheinischbündens in Lautung, Rechtschreibung, Grammatik und Wortschatz. Hier einige Beispiele (die Schreibweise folgt dem Vallader):
- Nur im Ladin findet man die Vokale ö und ü, da sie andernorts meist zu e oder i entrundet werden.
- Das geschriebene Ladin hat eine nicht durch Zusammensetzung gebildete Perfektform („synthetisches Perfekt“) bewahrt, die in Funktion und Verwendung dem französischen passé simple entspricht. In der gesprochenen Sprache wird jedoch – wie in den anderen romanischen Dialekten – ausschliesslich die zusammengesetzte Form („analytische Form“) verwendet (ladin el fet er ‘machte’ und el ha fat ‘er hat gemacht’, vergleiche französisch il fit und il a fait). Es existiert auch eine synthetische Zukunftsform (el farà) ‘er wird machen’, die jedoch auch in Teilen des surmeirischen Dialektgebiets verwendet wird.
- Verneinung: Im Ladin wird das Verb durch vorangestelltes nu verneint, in der Surselva durch nachgestelltes buca. In Mittelbünden gibt es eine Kombination beider Systeme: na (Verb) betg, vergleiche französisch ne … pas.
- Die stimmlose alveopalatale Affrikate wird ch geschrieben (tg in den anderen rätoromanischen Dialekten, also chüna statt tgina ‘Wiege’); daher auch die auffällige Konsonantenverbindung s-ch (entspricht stg in Rheinischbünden). Der Trennstrich dient zur Unterscheidung gegenüber sch, das wie im Deutschen ausgesprochen wird.
- Typisch ladinische Wörter, die den anderen Dialekten nicht oder nur vereinzelt vorkommen: darcheu ‘wieder’ (sursilvan puspei), be ‘nur’ (sursilvan mo, surmiran angal), marcurdi ‘Mittwoch’ (sursilvan mesjamna), gün ‘Juni’ (sursilvan zercladur), lügl ‘Juli’ (sursilvan fenadur), rain ‘Rücken’ (sursilvan dies).

## Die wichtigsten Unterschiede zwischen den beiden Schriftsprachen
- Die Infinitivendung der ersten Konjugation lautet im Vallader -ar, im Putèr durchwegs -er (chantar vs. chanter ‘singen’, Betonung jeweils auf der Endsilbe). Im Münstertaler Dialekt wird bei diesen Verben stets die vorletzte Silbe betont, was auch die Lautung beeinflussen kann (für das genannte Beispiel: cháunter).
- Wenn im Vallader betontes -an am Wortende steht, schreibt man auf Putèr in der Regel -aun (Aussprache: -äm, z. B. chan vs. chaun ‘Hund’). Im Münstertal spricht man die Endung so, wie man sie im Oberengadin schreibt (-aun).
- Langes betontes a im Vallader wird im Putèr meist zu e: chantunal vs. chantunel ‘kantonal’, el avra vs. el evra ‘er öffnet’, sala vs. sela ‘Saal’.
- Im Putèr gibt es eine zusätzliche, unzusammengesetzte Futurform (Vallader: el farà, Putèr: el faro und el faregia).
- Aussprache: Im Putèr werden einige Diphthonge als einfacher, langer Vokal ausgesprochen, z. B. saira, sprich säära ‘Abend’; sour, sprich soor ‘Schwester’; meidi, sprich meedi ‘Arzt’. Geschrieben werden die betreffenden Wörter meist gleich wie im Vallader. Das früher im Oberengadin weit verbreitete Phänomen der Diphthongverhärtung ist heute nur noch selten anzutreffen (ganz im Gegensatz zum Surmiran).
- Beispiele von Abweichungen im Wortschatz (zuerst Vallader, dann Putèr): cumün/vschinauncha ‘Gemeinde’, tour/piglier ‘nehmen’, alch/qualchosa ‘etwas’, nüglia/ünguotta ‘nichts’, invlidar/schmancher ‘vergessen’, amo/auncha ‘noch’, jada/vouta ‘Mal’, mail/pom ‘Apfel’, gelg/mellan ‘gelb’, schler/murütsch ‘Keller’, gial/chöd 'Hahn', vischin/chantunais ‘Nachbar’.

Diese auf den ersten Blick erheblichen Unterschiede dürfen nicht darüber hinwegtäuschen, dass der weitaus grösste Teil des Wortschatzes und der Grammatik identisch ist. Die beiden Idiome sind deshalb gegenseitig leicht verständlich, im Gegensatz zu den entfernteren Dialekten (vor allem Sursilvan). Auch dort findet man zwar einen Grossteil des ladinischen Wortschatzes wieder; Aussprache, Schreibweise und Bedeutung sind hingegen oft derart verschieden, dass sich ungeübte Gesprächspartner aus verschiedenen Dialektzonen gegenseitig nur mühsam und ungenau verstehen.

## Identität
Die Sprecher aller ladinischen Idiome kennen als identitätsstiftende Gemeinsamkeit das Lied Chara lingua da la mamma und den Gruss Allegra!.